# Lisa Raymond
Lisa Raymond (Norristown, Pennsylvania, 1973. augusztus 10. –) egykori páros világelső, visszavonult olimpiai bronzérmes amerikai hivatásos teniszezőnő.
1993-ban kezdte profi pályafutását, amelynek során összesen tizenegy Grand Slam-tornagyőzelmet szerzett: Hat alkalommal nyert női párosban, ebből hármat a US Openen, egyet-egyet Wimbledonban, az Australian Openen és a Roland Garroson, ezzel teljesítette a karrier Grand-Slamet. Öt alkalommal győzött vegyes párosban, kétszer a US Openen és Wimbledonban, egyszer a Roland Garroson. Négy alkalommal győzött párosban az év végi világbajnokságon. A WTA-tornákon egyéniben négy, párosban hetvenkilenc tornát nyert meg.
Két olimpián szerepelt: a 2004-es athéni olimpián Martina Navratilova párjaként a negyeddöntőig jutott. A 2012-es londoni olimpián női párosban Liezel Huber párjaként az elődöntőig jutott, majd a bronzmérkőzésen vereséget szenvedve a negyedik helyen végeztek. Vegyes párosban az amerikai Mike Bryan párjaként bronzérmet szerzett.
Legjobb egyéni világranglista-helyezése a tizenötödik hely volt, míg párosban többször is volt világelső. Összesen 137 héten keresztül vezette a világranglistát. 2007. februártól csak párosban versenyzett.  Leszbikusságát nyíltan vállalja.
Utolsó profi mérkőzését a 2015-ös US Openen játszotta.

## Grand Slam-döntői

### Páros: 13 (6–7)
| Eredmény | Év   | Bajnokság       | Borítás | Partner            | Ellenfél a döntőben                 | Eredmény a döntőben |
| Döntős   | 1994 | Roland Garros   | Salak   | Lindsay Davenport  | Gigi Fernández Natallja Zverava     | 2–6, 2–6            |
| Döntős   | 1997 | Australian Open | Kemény  | Lindsay Davenport  | Martina Hingis Natallja Zverava     | 2–6, 2–6            |
| Döntős   | 1997 | Roland Garros   | Salak   | Mary Joe Fernández | Gigi Fernández Natallja Zverava     | 2–6, 3–6            |
| Győztes  | 2000 | Australian Open | Kemény  | Rennae Stubbs      | Martina Hingis Mary Pierce          | 6–4, 5–7, 6–4       |
| Győztes  | 2001 | Wimbledon       | Fű      | Rennae Stubbs      | Kim Clijsters Szugijama Ai          | 6–4, 6–3            |
| Győztes  | 2001 | US Open         | Kemény  | Rennae Stubbs      | Kimberly Po Nathalie Tauziat        | 6–2, 5–7, 7–5       |
| Döntős   | 2002 | Roland Garros   | Salak   | Rennae Stubbs      | Virginia Ruano Pascual Paola Suárez | 4–6, 2–6            |
| Győztes  | 2005 | US Open         | Kemény  | Samantha Stosur    | Jelena Gyementyjeva Flavia Pennetta | 6–2, 5–7, 6–3       |
| Döntős   | 2006 | Australian Open | Kemény  | Samantha Stosur    | Jen Ce Cseng Csie                   | 6–2, 6–7(7), 3–6    |
| Győztes  | 2006 | Roland Garros   | Salak   | Samantha Stosur    | Daniela Hantuchová Szugijama Ai     | 6–3, 6–2            |
| Döntős   | 2008 | Wimbledon       | Fű      | Samantha Stosur    | Serena Williams Venus Williams      | 2–6 2–6             |
| Döntős   | 2008 | US Open         | Kemény  | Samantha Stosur    | Cara Black Liezel Huber             | 3–6, 6–7(6)         |
| Győztes  | 2011 | US Open         | Kemény  | Liezel Huber       | Vania King Jaroszlava Svedova       | 4–6, 7–6(5), 7–6(3) |

### Vegyes páros: 10 (5–5)
| Eredmény | Év   | Bajnokság     | Borítás | Partner           | Ellenfél a döntőben               | Eredmény a döntőben |
| Győztes  | 1996 | US Open       | Kemény  | Patrick Galbraith | Manon Bollegraf Rick Leach        | 7–6(6), 7–6(4)      |
| Döntős   | 1997 | Roland Garros | Salak   | Patrick Galbraith | Hiraki Rika Mahes Bhúpati         | 4–6, 1–6            |
| Döntős   | 1998 | US Open       | Kemény  | Patrick Galbraith | Serena Williams Max Mirni         | 2–6, 2–6            |
| Győztes  | 1999 | Wimbledon     | Fű      | Lijendar Pedzs    | Anna Kurnyikova Jonas Björkman    | 6–4, 3–6, 6–3       |
| Döntős   | 2001 | US Open       | Kemény  | Lijendar Pedzs    | Rennae Stubbs Todd Woodbridge     | 4–6, 7–5, [9–11]    |
| Győztes  | 2002 | US Open       | Kemény  | Mike Bryan        | Katarina Srebotnik Bob Bryan      | 7–6(9), 7–6(1)      |
| Győztes  | 2003 | Roland Garros | Salak   | Mike Bryan        | Jelena Lihovceva Mahes Bhúpati    | 6–3, 6–4            |
| Döntős   | 2010 | Wimbledon     | Fű      | Wesley Moodie     | Cara Black Lijendar Pedzs         | 4–6, 6–7(5)         |
| Győztes  | 2012 | Wimbledon     | Fű      | Mike Bryan        | Jelena Vesznyina Lijendar Pedzs   | 6–3, 5–7, 6–4       |
| Döntős   | 2013 | Wimbledon     | Fű      | Bruno Soares      | Kristina Mladenovic Daniel Nestor | 7–5, 2–6, 6–8       |

## WTA Tour Championshipspáros döntői (4)
| Év   | Helyszín    | Partner         | Ellenfél a döntőben              | Eredmény a döntőben |
| 2001 | München     | Rennae Stubbs   | Cara Black Jelena Lihovceva      | 7–5, 3–6, 6–3       |
| 2005 | Los Angeles | Samantha Stosur | Cara Black Rennae Stubbs         | 6–7, 7–5, 6–4       |
| 2006 | Madrid      | Samantha Stosur | Cara Black Rennae Stubbs         | 3–6, 6–3, 6–3       |
| 2011 | Isztambul   | Liezel Huber    | Květa Peschke Katarina Srebotnik | 6–4, 6–4            |

## WTA döntői

### Egyéni: 12 (4–8)
| Összesítés           |                        |
| Grand Slam-torna (0) |                        |
| Tier I (0)           | Premier Mandatory* (0) |
| Tier II (0–3)        | Premier Five* (0)      |
| Tier III (4–4)       | Premier* (0)           |
| Tier IV (0–1)        | International* (0)     |
| Tier V (0)           | International* (0)     |

* 2009-től megváltozott a tornák rendszere.
 Az egymás mellett azonos színnel jelölt tornatípusok között nincs teljes mértékű megfelelés.
| Eredmény | No. | Dátum                | Torna                                                                        | Borítás     | Ellenfél a döntőben | Eredmény a döntőben |
| Döntős   | 1.  | 1994. május 22.      | European Open, Luzern                                                        | Salak       | Lindsay Davenport   | 6–7(3), 4–6         |
| Döntős   | 2.  | 1995. február 12.    | Ameritech Cup, Chicago                                                       | Szőnyeg (f) | Magdalena Maleeva   | 5–7, 6–7(2)         |
| Döntős   | 3.  | 1995. augusztus 6.   | Acura Classic San Diego                                                      | Kemény      | Conchita Martínez   | 2–6, 0–6            |
| Győztes  | 1.  | 1996. október 27.    | Bell Challenge Québec                                                        | Kemény (f)  | Els Callens         | 6–4, 6–4            |
| Döntős   | 4.  | 1997. február 23.    | Regions Morgan Keegan Championships and the Cellular South Cup Oklahoma City | Kemény (f)  | Lindsay Davenport   | 4–6, 2–6            |
| Döntős   | 5.  | 1997. október 12.    | Porsche Tennis Grand Prix Filderstadt                                        | Kemény (f)  | Martina Hingis      | 4–6, 2–6            |
| Győztes  | 2.  | 2000. június 18.     | DFS Classic Birmingham                                                       | Fű          | Tamarine Tanasugarn | 6–2, 6–7(7), 6–4    |
| Döntős   | 6.  | 2001. október 28.    | Fortis Championships Luxembourg Luxembourg                                   | Kemény (f)  | Kim Clijsters       | 2–6, 2–6            |
| Győztes  | 3.  | 2002. február 23.    | Regions Morgan Keegan Championships and the Cellular South Cup, Memphis      | Kemény (f)  | Alexandra Stevenson | 4–6, 6–3, 7–6(9)    |
| Döntős   | 7.  | 2002. szeptember 15. | Waikoloa Championships Waikoloa                                              | Kemény      | Cara Black          | 6–7(1), 4–6         |
| Győztes  | 4.  | 2003. február 22.    | Regions Morgan Keegan Championships and the Cellular South Cup, Memphis      | Kemény (f)  | Amanda Coetzer      | 6–3, 6–2            |
| Döntős   | 8.  | 2004. február 21.    | Regions Morgan Keegan Championships and the Cellular South Cup, Memphis      | Kemény (f)  | Vera Zvonarjova     | 6–4, 4–6, 5–7       |

### Páros: 122 (79–43)
| Összesítés             |                          |
| Grand Slam-torna (6−7) |                          |
| Tier I (20−9)          | Premier Mandatory* (2−2) |
| Tier II (31–11)        | Premier Five* (3−1)      |
| Tier III (8–3)         | Premier* (3−7)           |
| Tier IV (0)            | International* (2−3)     |
| Tier V (0)             | International* (2−3)     |
| WTA Finals (4−0)       |                          |

* 2009-től megváltozott a tornák rendszere.
 Az egymás mellett azonos színnel jelölt tornatípusok között nincs teljes mértékű megfelelés.
| Eredmény | No. | Dátum                | Torna                                                    | Borítás     | Partner             | Ellenfél a döntőben                                | Eredmény a döntőben |
| Győztes  | 1.  | 1993. szeptember 26. | Nichirei International Championships, Tokió              | Kemény      | Chanda Rubin        | Amanda Coetzer Linda Wild                          | 6–4, 6–1            |
| Győztes  | 2.  | 1994. február 27.    | Indian Wells Masters, Indian Wells                       | Kemény      | Lindsay Davenport   | Manon Bollegraf Helena Suková                      | 6–2, 6–4            |
| Döntős   | 1.  | 1994. június 5.      | Roland Garros                                            | Salak       | Lindsay Davenport   | Gigi Fernández Natallja Zverava                    | 2–6, 2–6            |
| Döntős   | 2.  | 1994. augusztus 14.  | LA Women’s Tennis Championships, Los Angeles             | Kemény      | Jana Novotná        | Julie Halard-Decugis Nathalie Tauziat              | 1–6, 6–0, 1–6       |
| Győztes  | 3.  | 1995. március 5.     | Indian Wells Masters, Indian Wells                       | Kemény      | Lindsay Davenport   | Arantxa Sánchez Vicario Larisa Neiland             | 2–6, 6–4, 6–3       |
| Döntős   | 3.  | 1995. november 5.    | Bell Challenge, Québec                                   | Kemény (f)  | Rennae Stubbs       | Nicole Arendt Manon Bollegraf                      | 6–7(6), 6–4, 2–6    |
| Győztes  | 4.  | 1996. november 3.    | Ameritech Cup, Chicago                                   | Szőnyeg (f) | Rennae Stubbs       | Angela Lettiere Mijagi Nana                        | 6–1, 6–1            |
| Győztes  | 5.  | 1996. november 17.   | Advanta Championships of Philadelphia, Philadelphia      | Szőnyeg (f) | Rennae Stubbs       | Nicole Arendt Lori McNeil                          | 6–4, 3–6, 6–3       |
| Döntős   | 4.  | 1997. január 26.     | Australian Open                                          | Kemény      | Lindsay Davenport   | Martina Hingis Natallja Zverava                    | 2–6, 2–6            |
| Döntős   | 5.  | 1997. március 16.    | Indian Wells Masters, Indian Wells                       | Kemény      | Nathalie Tauziat    | Lindsay Davenport Natallja Zverava                 | 3–6, 2–6            |
| Döntős   | 6.  | 1997. június 8.      | Roland Garros                                            | Salak       | Mary Joe Fernández  | Gigi Fernández Natallja Zverava                    | 2–6, 3–6            |
| Győztes  | 6.  | 1997. október 26.    | Bell Challenge, Québec                                   | Kemény (f)  | Rennae Stubbs       | Alexandra Fusai Nathalie Tauziat                   | 6–4, 5–7, 7–5       |
| Győztes  | 7.  | 1997. november 16.   | Advanta Championships of Philadelphia, Philadelphia      | Szőnyeg (f) | Rennae Stubbs       | Lindsay Davenport Jana Novotná                     | 6–3, 7–5            |
| Győztes  | 8.  | 1998. február 22.    | Faber Grand Prix, Hannover                               | Szőnyeg (f) | Rennae Stubbs       | Jelena Lihovceva Caroline Vis                      | 6–1, 6–7(4), 6–3    |
| Döntős   | 7.  | 1998- április 5.     | Family Circle Cup, Hilton Head                           | Salak       | Rennae Stubbs       | Conchita Martínez Patricia Tarabini                | 6–3, 4–6, 4–6       |
| Döntős   | 8.  | 1998. június 14.     | AEGON Classic, Birmingham                                | Fű          | Rennae Stubbs       | Els Callens Julie Halard-Decugis                   | 6–2, 4–6, 4–6       |
| Győztes  | 9.  | 1998. augusztus 16.  | Boston Cup, Boston                                       | Kemény      | Rennae Stubbs       | Mariaan de Swardt Mary Joe Fernández               | 6–4, 6–4            |
| Döntős   | 9.  | 1998. október 25.    | Kreml Kupa, Moszkva                                      | Szőnyeg (f) | Rennae Stubbs       | Mary Pierce Natallja Zverava                       | 3–6, 4–6            |
| Győztes  | 10. | 1999. február 28.    | U.S. National Indoor Tennis Championships, Oklahoma City | Kemény (f)  | Rennae Stubbs       | Amanda Coetzer Jessica Steck                       | 6–3, 6–4            |
| Döntős   | 10. | 1999. április 11.    | MPS Group Championships, Amelia Island                   | Salak       | Rennae Stubbs       | Conchita Martínez Patricia Tarabini                | 5–7, 6–0, 4–6       |
| Döntős   | 11. | 1999. augusztus 15.  | LA Women’s Tennis Championships, Los Angeles             | Kemény      | Rennae Stubbs       | Arantxa Sánchez Vicario Larisa Neiland             | 2–6, 7–6(5), 0–6    |
| Győztes  | 11. | 1999. augusztus 29.  | New Haven Open, New Haven                                | Kemény      | Rennae Stubbs       | Jelena Lihovceva Jana Novotná                      | 7–6(1), 6–2         |
| Győztes  | 12. | 1999. október 17.    | Zürich Open, Zürich                                      | Kemény (f)  | Rennae Stubbs       | Nathalie Tauziat Natallja Zverava                  | 6–2, 6–2            |
| Győztes  | 13. | 1999. október 24.    | Kreml Kupa, Moszkva                                      | Szőnyeg (f) | Rennae Stubbs       | Julie Halard-Decugis Anke Huber                    | 6–1, 6–0            |
| Győztes  | 14. | 1999. november 14.   | Advanta Championships of Philadelphia, Philadelphia      | Szőnyeg (f) | Rennae Stubbs       | Chanda Rubin Sandrine Testud                       | 6–1, 7–6(2)         |
| Győztes  | 15. | 2000. január 30.     | Australian Open                                          | Kemény      | Rennae Stubbs       | Martina Hingis Mary Pierce                         | 6–4, 5–7, 6–4       |
| Győztes  | 16. | 2000. május 21.      | Rome Masters, Róma                                       | Salak       | Rennae Stubbs       | Arantxa Sánchez Vicario Magüi Serna                | 6–3, 4–6, 6–2       |
| Győztes  | 17. | 2000. május 28.      | Madrid Masters, Madrid                                   | Salak       | Rennae Stubbs       | Gala León García María Sánchez Lorenzo             | 6–1, 6–3            |
| Döntős   | 12. | 2000. június 25.     | Eastbourne International, Eastbourne                     | Fű          | Rennae Stubbs       | Szugijama Ai Nathalie Tauziat                      | 6–2, 3–6, 6–7(3)    |
| Győztes  | 18. | 2000. augusztus 6.   | Southern California Open, San Diego                      | Kemény      | Rennae Stubbs       | Lindsay Davenport Anna Kurnyikova                  | 4–6, 6–3, 7–6(6)    |
| Döntős   | 13. | 2000. november 12.   | Advanta Championships of Philadelphia, Philadelphia      | Szőnyeg (f) | Rennae Stubbs       | Martina Hingis Anna Kurnyikova                     | 2–6, 5–7            |
| Döntős   | 14. | 2001. január 14.     | Sydney International, Sydney                             | Kemény      | Rennae Stubbs       | Anna Kurnyikova Barbara Schett                     | 2–6, 5–7            |
| Győztes  | 19. | 2001. február 4.     | Toray Pan Pacific Open, Tokió                            | Szőnyeg (f) | Rennae Stubbs       | Anna Kurnyikova Iroda Tulyaganova                  | 7–6(5), 2–6, 7–6(6) |
| Győztes  | 20. | 2001. március 4.     | State Farm Classic, Scottsdale                           | Kemény      | Rennae Stubbs       | Kim Clijsters Meghann Shaughnessy                  | játék nélkül        |
| Döntős   | 15. | 2001- április 1.     | Sony Ericcson Open, Miami                                | Kemény      | Rennae Stubbs       | Arantxa Sánchez Vicario Nathalie Tauziat           | 0–6, 4–6            |
| Győztes  | 21. | 2001. április 22.    | Family Circle Cup, Charleston                            | Salak       | Rennae Stubbs       | Virginia Ruano Pascual Paola Suárez                | 5–7, 7–6(5), 6–3    |
| Döntős   | 16. | 2001. május 26.      | Madrid Masters, Madrid                                   | Salak       | Rennae Stubbs       | Virginia Ruano Pascual Paola Suárez                | 5–7, 6–2, 6–7(4)    |
| Győztes  | 22. | 2001. június 23.     | Eastbourne International, Eastbourne                     | Fű          | Rennae Stubbs       | Cara Black Jelena Lihovceva                        | 6–2, 6–2            |
| Győztes  | 23. | 2001. július 8.      | Wimbledon                                                | Fű          | Rennae Stubbs       | Kim Clijsters Szugijama Ai                         | 6–4, 6–3            |
| Győztes  | 24. | 2001. szeptember 9.  | US Open                                                  | Kemény      | Rennae Stubbs       | Kimberly Po Nathalie Tauziat                       | 6–2, 5–7, 7–5       |
| Győztes  | 25. | 2001. október 14.    | Porsche Tennis Grand Prix, Filderstadt                   | Kemény (f)  | Lindsay Davenport   | Justine Henin Meghann Shaughnessy                  | 6–4, 6–7(4), 7–5    |
| Győztes  | 26. | 2001. október 21.    | Zürich Open, Zürich                                      | Kemény (f)  | Lindsay Davenport   | Sandrine Testud Roberta Vinci                      | 6–3, 2–6, 6–2       |
| Győztes  | 27. | 2001. november 4.    | WTA Finals, München                                      | Szőnyeg (f) | Rennae Stubbs       | Cara Black Jelena Lihovceva                        | 7–5, 3–6, 6–3       |
| Győztes  | 28. | 2002. január 13.     | Sydney International, Sydney                             | Kemény      | Rennae Stubbs       | Martina Hingis Anna Kurnyikova                     | játék nélkül        |
| Győztes  | 29. | 2002. február 3.     | Toray Pan Pacific Open, Tokió                            | Szőnyeg (f) | Rennae Stubbs       | Els Callens Roberta Vinci                          | 6–1, 6–1            |
| Győztes  | 30. | 2002. március 3.     | State Farm Classic, Scottsdale                           | Kemény      | Rennae Stubbs       | Cara Black Jelena Lihovceva                        | 6–3, 5–7, 7–6(4)    |
| Győztes  | 31. | 2002. március 16.    | Indian Wells Masters, Indian Wells                       | Kemény      | Rennae Stubbs       | Jelena Gyementyjeva Janette Husárová               | 7–5, 6–0            |
| Győztes  | 32. | 2002. április 1.     | Sony Ericcson Open, Miami                                | Kemény      | Rennae Stubbs       | Virginia Ruano Pascual Paola Suárez                | 7–6(4), 6–7(4), 6–3 |
| Győztes  | 33. | 2002. április 21.    | Family Circle Cup, Charleston                            | Salak       | Rennae Stubbs       | Alexandra Fusai Caroline Vis                       | 6–4, 3–6, 7–6(4)    |
| Döntős   | 17. | 2002. június 9.      | Roland Garros                                            | Salak       | Rennae Stubbs       | Virginia Ruano Pascual Paola Suárez                | 4–6, 2–6            |
| Győztes  | 34. | 2002. június 22.     | Eastbourne International, Eastbourne                     | Fű          | Rennae Stubbs       | Cara Black Jelena Lihovceva                        | 6–7(5), 7–6(6), 6–2 |
| Győztes  | 35. | 2002. július 28.     | Bank of the West Classic, Stanford                       | Kemény      | Rennae Stubbs       | Janette Husárová Conchita Martínez                 | 6–1, 6–1            |
| Győztes  | 36. | 2002. október 13.    | Porsche Tennis Grand Prix, Filderstadt                   | Kemény (f)  | Lindsay Davenport   | Meghann Shaughnessy Paola Suárez                   | 6–2, 6–4            |
| Döntős   | 18. | 2003. február 2.     | Toray Pan Pacific Open, Tokió                            | Szőnyeg (f) | Lindsay Davenport   | Jelena Bovina Rennae Stubbs                        | 3–6, 4–6            |
| Döntős   | 19. | 2003. március 2.     | State Farm Classic, Scottsdale                           | Kemény      | Lindsay Davenport   | Kim Clijsters Szugijama Ai                         | 1–6, 4–6            |
| Győztes  | 37. | 2003. március 15.    | Indian Wells Masters, Indian Wells                       | Kemény      | Lindsay Davenport   | Kim Clijsters Szugijama Ai                         | 3–6, 6–4, 6–1       |
| Győztes  | 38. | 2003. április 20.    | MPS Group Championships, Amelia Island                   | Salak       | Lindsay Davenport   | Virginia Ruano Pascual Paola Suárez                | 7–5, 6–2            |
| Győztes  | 39. | 2003. június 21.     | Eastbourne International, Eastbourne                     | Fű          | Lindsay Davenport   | Jennifer Capriati Magüi Serna                      | 6–3, 6–2            |
| Győztes  | 40. | 2003. július 27.     | Bank of the West Classic, Stanford                       | Kemény      | Cara Black          | Yoon-Jeong Cho Francesca Schiavone                 | 7–6(5), 6–1         |
| Döntős   | 20. | 2003. augusztus 3.   | Southern California Open, San Diego                      | Kemény      | Lindsay Davenport   | Kim Clijsters Szugijama Ai                         | 4–6, 5–7            |
| Győztes  | 41. | 2003. október 12.    | Porsche Tennis Grand Prix, Filderstadt                   | Kemény (f)  | Rennae Stubbs       | Cara Black Martina Navratilova                     | 6–2, 6–4            |
| Győztes  | 42. | 2003. november 2.    | Advanta Championships of Philadelphia, Philadelphia      | Kemény (f)  | Martina Navratilova | Cara Black Rennae Stubbs                           | 6–3, 6–4            |
| Döntős   | 21. | 2004. április 18.    | Family Circle Cup, Charleston                            | Salak       | Martina Navratilova | Virginia Ruano Pascual Paola Suárez                | 4–6, 1–6            |
| Győztes  | 43. | 2004. május 22.      | WTA Austrian Open, Bécs                                  | Salak       | Martina Navratilova | Cara Black Rennae Stubbs                           | 6–2, 7–5            |
| Döntős   | 22. | 2004. augusztus 28.  | New Haven Open, New Haven                                | Kemény      | Martina Navratilova | Nagyezsda Petrova Meghann Shaughnessy              | 1–6, 6–1, 6–7(4)    |
| Győztes  | 44. | 2004. november 7.    | Advanta Championships of Philadelphia, Philadelphia      | Kemény (f)  | Alicia Molik        | Liezel Huber Corina Morariu                        | 7–5, 6–4            |
| Döntős   | 23. | 2005. április 2.     | Sony Ericcson Open, Miami                                | Kemény      | Rennae Stubbs       | Szvetlana Kuznyecova Alicia Molik                  | 5–7, 7–6(5), 2–6    |
| Győztes  | 45. | 2005. június 18.     | Eastbourne International, Eastbourne                     | Fű          | Rennae Stubbs       | Jelena Lihovceva Vera Zvonarjova                   | 6–3, 7–5            |
| Győztes  | 46. | 2005. augusztus 27.  | New Haven Open, New Haven                                | Kemény      | Samantha Stosur     | Gisela Dulko Marija Kirilenko                      | 6–2, 6–7(6), 6–1    |
| Győztes  | 47. | 2005. szeptember 10. | US Open                                                  | Kemény      | Samantha Stosur     | Jelena Gyementyjeva Flavia Pennetta                | 6–2, 5–7, 6–3       |
| Győztes  | 48. | 2005. október 2.     | BGL Luxembourg Open, Luxembourg                          | Kemény (f)  | Samantha Stosur     | Cara Black Rennae Stubbs                           | 7–5, 6–1            |
| Győztes  | 49. | 2005. október 16.    | Kreml Kupa, Moszkva                                      | Szőnyeg (f) | Samantha Stosur     | Cara Black Rennae Stubbs                           | 6–2, 6–4            |
| Döntős   | 24. | 2005. november 6.    | Advanta Championships of Philadelphia, Philadelphia      | Kemény (f)  | Samantha Stosur     | Cara Black Rennae Stubbs                           | 4–6, 6–7(4)         |
| Győztes  | 50. | 2005. november 13.   | WTA Finals, Los Angeles                                  | Kemény (f)  | Samantha Stosur     | Cara Black Rennae Stubbs                           | 6–7(5), 7–5, 6–4    |
| Döntős   | 25. | 2006. január 28.     | Australian Open                                          | Kemény      | Samantha Stosur     | Jen Ce Cseng Csie                                  | 6–2, 6–7(7), 3–6    |
| Győztes  | 51. | 2006. február 5.     | Toray Pan Pacific Open, Tokió                            | Szőnyeg (f) | Samantha Stosur     | Cara Black Rennae Stubbs                           | 6–2, 6–1            |
| Győztes  | 52. | 2006. február 25.    | U.S. National Indoor Tennis Championships, Memphis       | Szőnyeg (f) | Samantha Stosur     | Viktorija Azaranka Caroline Wozniacki              | 7–6(2), 6–3         |
| Győztes  | 53. | 2006. március 18.    | Indian Wells Masters, Indian Wells                       | Kemény      | Samantha Stosur     | Virginia Ruano Pascual Meghann Shaughnessy         | 6–2, 7–5            |
| Győztes  | 54. | 2006. április 1.     | Sony Ericcson Open, Miami                                | Kemény      | Samantha Stosur     | Liezel Huber Martina Navratilova                   | 6–4, 7–5            |
| Győztes  | 55. | 2006. április 16.    | Family Circle Cup, Charleston                            | Salak       | Samantha Stosur     | Virginia Ruano Pascual Meghann Shaughnessy         | 3–6, 6–1, 6–1       |
| Győztes  | 56. | 2006. június 10.     | Roland Garros                                            | Salak       | Samantha Stosur     | Daniela Hantuchová Szugijama Ai                    | 6–3, 6–2            |
| Döntős   | 26. | 2006. augusztus 26.  | New Haven Open, New Haven                                | Kemény      | Samantha Stosur     | Jen Ce Cseng Csie                                  | 4–6, 2–6            |
| Győztes  | 57. | 2006. október 8.     | Porsche Tennis Grand Prix, Stuttgart                     | Kemény (f)  | Samantha Stosur     | Cara Black Rennae Stubbs                           | 6–3, 6–4            |
| Győztes  | 58. | 2006. október 29.    | Generali Ladies Linz, Linz                               | Kemény (f)  | Samantha Stosur     | Corina Morariu Katarina Srebotnik                  | 6–3, 6–0            |
| Győztes  | 59. | 2006. november 5.    | Gaz de France Stars, Hasselt                             | Kemény (f)  | Samantha Stosur     | Eléni Danjilídu Jasmin Wöhr                        | 6–2, 6–3            |
| Győztes  | 60. | 2006. november 12.   | WTA Finals, Madrid                                       | Kemény (f)  | Samantha Stosur     | Cara Black Rennae Stubbs                           | 3–6, 6–3, 6–3       |
| Győztes  | 61. | 2007. február 4.     | Toray Pan Pacific Open, Tokió                            | Szőnyeg (f) | Samantha Stosur     | Vania King Rennae Stubbs                           | 7–6(6), 3–6, 7–5    |
| Győztes  | 62. | 2007. március 17.    | Indian Wells Masters, Indian Wells                       | Kemény      | Samantha Stosur     | Csan Jung-zsan Csuang Csia-jung                    | 6–3, 7–5            |
| Győztes  | 63. | 2007. április 3.     | Sony Ericcson Open, Miami                                | Kemény      | Samantha Stosur     | Cara Black Liezel Huber                            | 6–4, 3–6, [10–2]    |
| Győztes  | 64. | 2007. május 13.      | WTA German Open, Berlin                                  | Salak       | Samantha Stosur     | Tathiana Garbin Roberta Vinci                      | 6–3, 6–4            |
| Győztes  | 65. | 2007. június 23.     | Eastbourne International, Eastbourne                     | Fű          | Samantha Stosur     | Květa Peschke Rennae Stubbs                        | 6–7(5), 6–4, 6–3    |
| Döntős   | 27. | 2007. október 21.    | Zürich Open, Zürich                                      | Szőnyeg (f) | Francesca Schiavone | Květa Peschke Rennae Stubbs                        | 5–7, 6–7(1)         |
| Győztes  | 66. | 2008. március 1.     | U.S. National Indoor Tennis Championships, Memphis       | Kemény (f)  | Lindsay Davenport   | Angela Haynes Mashona Washington                   | 6–3, 6–1            |
| Döntős   | 28. | 2008. július 5.      | Wimbledon                                                | Fű          | Samantha Stosur     | Serena Williams Venus Williams                     | 2–6, 2–6            |
| Győztes  | 67. | 2008. augusztus 23.  | New Haven Open, New Haven                                | Kemény      | Květa Peschke       | Sorana Cîrstea Monica Niculescu                    | 4–6, 7–5, [10–7]    |
| Döntős   | 29. | 2008. szeptember 7.  | US Open                                                  | Kemény      | Samantha Stosur     | Cara Black Liezel Huber                            | 3–6, 6–7(6)         |
| Döntős   | 30. | 2008. szeptember 21. | Toray Pan Pacific Open, Tokió                            | Kemény      | Samantha Stosur     | Vania King Nagyezsda Petrova                       | 1–6, 4–6            |
| Döntős   | 31. | 2009. február 15.    | Open GDF Suez, Párizs                                    | Kemény (f)  | Květa Peschke       | Cara Black Liezel Huber                            | 4–6, 6–3, [4–10]    |
| Döntős   | 32. | 2009. április 5.     | Sony Ericcson Open, Miami                                | Kemény      | Květa Peschke       | Szvetlana Kuznyecova Amélie Mauresmo               | 6–4, 3–6, [3–10]    |
| Döntős   | 33. | 2009- április 12.    | MPS Group Championships, Ponte Vedra Beach               | Salak       | Květa Peschke       | Csuang Csia-jung Szánija Mirza                     | 3–6, 6–4, [7–10]    |
| Döntős   | 34. | 2009. május 16.      | Madrid Masters , Madrid                                  | Salak       | Květa Peschke       | Cara Black Liezel Huber                            | 6–4, 3–6, [6–10]    |
| Győztes  | 68. | 2009. október 18.    | HP Open, Oszaka                                          | Kemény      | Csuang Csia-jung    | Chanelle Scheepers Abigail Spears                  | 6–2, 6–4            |
| Győztes  | 69. | 2010. június 13.     | AEGON Classic, Birmingham                                | Fű          | Cara Black          | Liezel Huber Bethanie Mattek-Sands                 | 6–3, 3–2 feladta    |
| Győztes  | 70. | 2010. június 19.     | AEGON International, Eastbourne                          | Fű          | Rennae Stubbs       | Květa Peschke Katarina Srebotnik                   | 6–2, 2–6, [13–11]   |
| Döntős   | 35. | 2010. augusztus 8.   | Mercury Insurance Open, San Diego                        | Kemény      | Rennae Stubbs       | Marija Kirilenko Cseng Csie                        | 4–6, 4–6            |
| Döntős   | 36. | 2010. augusztus 15.  | Cincinnati Masters, Cincinnati                           | Kemény      | Rennae Stubbs       | Viktorija Azaranka Marija Kirilenko                | 6–7(4), 6–7(8)      |
| Döntős   | 37. | 2011- június 18.     | AEGON International, Eastbourne                          | Fű          | Liezel Huber        | Květa Peschke Katarina Srebotnik                   | 3–6, 0–6            |
| Döntős   | 38. | 2011. július 31.     | Bank of the West Classic, Stanford                       | Kemény      | Liezel Huber        | Viktorija Azaranka Marija Kirilenko                | 1–6, 3–6            |
| Győztes  | 71. | 2011. augusztus 14.  | Rogers Cup, Toronto                                      | Kemény      | Liezel Huber        | Viktorija Azaranka Marija Kirilenko                | játék nélkül        |
| Győztes  | 72. | 2011. szeptember 11. | US Open                                                  | Kemény      | Liezel Huber        | Vania King Jaroszlava Svedova                      | 4–6, 7–6(5), 7–6(3) |
| Győztes  | 73. | 2011. október 1.     | Toray Pan Pacific Open, Tokió                            | Kemény      | Liezel Huber        | Gisela Dulko Flavia Pennetta                       | 7–6(4), 0–6, [10–6] |
| Győztes  | 74. | 2011. október 30.    | WTA Finals, Isztambul                                    | Kemény (f)  | Liezel Huber        | Květa Peschke Katarina Srebotnik                   | 6–4, 6–4            |
| Döntős   | 39. | 2012. január 13.     | Sydney International, Sydney                             | Kemény      | Liezel Huber        | Květa Peschke Katarina Srebotnik                   | 1–6, 6–4, [11–13]   |
| Győztes  | 75. | 2012. február 12.    | Open GDF Suez, Párizs                                    | Kemény (f)  | Liezel Huber        | Anna-Lena Grönefeld Petra Martić                   | 7–6(3), 6–1         |
| Győztes  | 76. | 2012. február 19.    | Qatar Ladies Open, Doha                                  | Kemény      | Liezel Huber        | Raquel Kops-Jones Abigail Spears                   | 6–3, 6–1            |
| Győztes  | 77. | 2012. február 25.    | Dubai Tennis Championships, Dubaj                        | Kemény      | Liezel Huber        | Szánija Mirza Jelena Vesznyina                     | 6–2, 6–1            |
| Győztes  | 78. | 2012. március 17.    | Indian Wells Masters, Indian Wells                       | Kemény      | Liezel Huber        | Szánija Mirza Jelena Vesznyina                     | 6–2, 6–3            |
| Döntős   | 40. | 2012. június 18.     | AEGON Classic, Birmingham                                | Fű          | Liezel Huber        | Babos Tímea Hszie Su-vej                           | 5–7, 7–6(2), [8–10] |
| Döntős   | 41. | 2012. június 23.     | AEGON International, Eastbourne                          | Fű          | Liezel Huber        | Nuria Llagostera Vives María José Martínez Sánchez | 4–6, feladta        |
| Győztes  | 79. | 2012. augusztus 25.  | New Haven Open, New Haven                                | Kemény      | Liezel Huber        | Andrea Hlaváčková Lucie Hradecká                   | 4–6, 6–0, [10–4]    |
| Döntős   | 42. | 2013. március 31.    | Sony Open Tennis, Miami                                  | Kemény      | Laura Robson        | Nagyezsda Petrova Katarina Srebotnik               | 1–6, 6–7(2)         |
| Döntős   | 43. | 2014. január 11.     | Moorilla Hobart International, Hobart                    | Kemény      | Csang Suaj          | Monica Niculescu Klára Zakopalová                  | 2–6, 7–6(5), [8–10] |

## Eredményei Grand Slam-tornákon

### Egyéni
| Grand Slam | Australian Open | Australian Open     | Roland Garros | Roland Garros      | Wimbledon   | Wimbledon           | US Open   | US Open           |
| Év         | Eredmény        | Utolsó ellenfél     | Eredmény      | Utolsó ellenfél    | Eredmény    | Utolsó ellenfél     | Eredmény  | Utolsó ellenfél   |
| 1989       | –               | –                   | –             | –                  | –           | –                   | 1. kör    | Isabel Cueto      |
| 1990       | –               | –                   | –             | –                  | –           | –                   | 1. kör    | Karin Kschwendt   |
| 1991       | –               | –                   | –             | –                  | –           | –                   | Selejtező | Selejtező         |
| 1992       | –               | –                   | –             | –                  | –           | –                   | 2. kör    | Szeles Mónika     |
| 1993       | –               | –                   | –             | –                  | 4. kör      | Jennifer Capriati   | 2. kör    | Natallja Zverava  |
| 1994       | 2. kör          | Sandrine Testud     | 1. kör        | Petra Ritter       | 1. kör      | Mijagi Nana         | 3. kör    | Date Kimiko       |
| 1995       | 3. kör          | Jana Novotná        | –             | –                  | 4. kör      | Gabriela Sabatini   | 2. kör    | Date Kimiko       |
| 1996       | 1. kör          | Rita Grande         | 1. kör        | Magdalena Maleeva  | 2. kör      | Conchita Martínez   | 4. kör    | Amanda Coetzer    |
| 1997       | 2. kör          | Martina Hingis      | 4. kör        | Mary Joe Fernández | 2. kör      | Nicole Arendt       | 2. kör    | Magdalena Maleeva |
| 1998       | 3. kör          | Patty Schnyder      | 1. kör        | Tatyjana Panova    | 1. kör      | Martina Hingis      | 3. kör    | Conchita Martínez |
| 1999       | 1. kör          | Lea Ghirardi        | 1. kör        | Andrea Glass       | 4. kör      | Alexandra Stevenson | 2. kör    | Patty Schnyder    |
| 2000       | 2. kör          | A Sánchez Vicario   | 2. kör        | Tathiana Garbin    | Negyeddöntő | Serena Williams     | 3. kör    | Mary Pierce       |
| 2001       | 1. kör          | Marlene Weingärtner | 1. kör        | Andrea Glass       | 3. kör      | Justine Henin       | 3. kör    | Venus Williams    |
| 2002       | 3. kör          | Magdalena Maleeva   | 1. kör        | Eva Bes            | 4. kör      | Venus Williams      | 3. kör    | Chanda Rubin      |
| 2003       | 2. kör          | Anca Barna          | 2. kör        | Flavia Pennetta    | 3. kör      | Mary Pierce         | 2. kör    | Czink Melinda     |
| 2004       | Negyeddöntő     | Patty Schnyder      | 2. kör        | A Parra Santonja   | 2. kör      | Ľudmila Cervanová   | 3. kör    | Justine Henin     |
| 2005       | 3. kör          | A Miszkina          | 1. kör        | Sanda Mamić        | 1. kör      | Tatyjana Panova     | 2. kör    | Julia Schruff     |
| 2006       | 1. kör          | J Lihovceva         | 1. kör        | Martina Hingis     | 2. kör      | Venus Williams      | 1. kör    | Mara Santangelo   |

### Páros
| Grand Slam | Australian Open               | Australian Open                      | Roland Garros                | Roland Garros                          | Wimbledon                      | Wimbledon                       | US Open                         | US Open                            |
| Év         | Eredmény Partner              | Utolsó ellenfél                      | Eredmény Partner             | Utolsó ellenfél                        | Eredmény Partner               | Utolsó ellenfél                 | Eredmény Partner                | Utolsó ellenfél                    |
| 1990       | –                             | –                                    | –                            | –                                      | –                              | –                               | 2. kör Erika de Lone            | Jana Novotná Helena Suková         |
| 1991       | –                             | –                                    | –                            | –                                      | –                              | –                               | –                               | –                                  |
| 1992       | –                             | –                                    | –                            | –                                      | –                              | –                               | –                               | –                                  |
| 1993       | –                             | –                                    | –                            | –                                      | –                              | –                               | 2. kör Nicole Provis            | Sandra Cecchini Patricia Tarabini  |
| 1994       | 3. kör Lindsay Davenport      | Mary Joe Fernández Zina Garrison     | Döntő Lindsay Davenport      | Gigi Fernández N Zverava               | 3. kör Lindsay Davenport       | Linda Wild Chanda Rubin         | Negyeddöntő Lindsay Davenport   | Jana Novotná A Sánchez Vicario     |
| 1995       | Elődöntő Lindsay Davenport    | Gigi Fernández N Zverava             | –                            | –                                      | 1. kör Lindsay Davenport       | Amy Frazier Kimberly Po         | 3. kör Lindsay Davenport        | Lori McNeil Helena Suková          |
| 1996       | Negyeddöntő Gabriela Sabatini | Lindsay Davenport Mary Joe Fernández | 3. kör Rennae Stubbs         | Katrina Adams Mariaan de Swardt        | 3. kör Rennae Stubbs           | Elizabeth Smylie Linda Wild     | 2. kör Rennae Stubbs            | Sonya Jeyaseelan Rene Simpson      |
| 1997       | Döntő Lindsay Davenport       | Martina Hingis N Zverava             | Döntő Mary Joe Fernández     | Gigi Fernández N Zverava               | Negyeddöntő Mary Joe Fernández | Gigi Fernández N Zverava        | 3. kör Rennae Stubbs            | Gigi Fernández N Zverava           |
| 1998       | Elődöntő Rennae Stubbs        | Martina Hingis Mirjana Lučić         | 1. kör Rennae Stubbs         | Caroline Dhenin Émilie Loit            | Elődöntő Rennae Stubbs         | Martina Hingis Jana Novotná     | Elődöntő Rennae Stubbs          | Martina Hingis Jana Novotná        |
| 1999       | Elődöntő Rennae Stubbs        | Martina Hingis Anna Kurnyikova       | 1. kör Rennae Stubbs         | Vanessa Menga Elena Wagner             | 3. kör Rennae Stubbs           | Liezel Horn Katarina Srebotnik  | 3. kör Rennae Stubbs            | Chandra Rubin Sandrine Testud      |
| 2000       | Győzelem Rennae Stubbs        | Martina Hingis Mary Pierce           | 3. kör Rennae Stubbs         | Anke Huber Barbara Schett              | Elődöntő Rennae Stubbs         | J Halard-Decugis Szugijama Ai   | Negyeddöntő Rennae Stubbs       | Cara Black Jelena Lihovceva        |
| 2001       | 1. kör Rennae Stubbs          | Martina Hingis Szeles Mónika         | Elődöntő Rennae Stubbs       | Jelena Dokić Conchita Martínez         | Győzelem Rennae Stubbs         | Kim Clijsters Szugijama Ai      | Győzelem Rennae Stubbs          | Kimberly Po Nathalie Tauziat       |
| 2002       | Elődöntő Rennae Stubbs        | Martina Hingis Anna Kurnyikova       | Döntő Rennae Stubbs          | V Ruano Pascual Paola Suárez           | Negyeddöntő Rennae Stubbs      | Anna Kurnyikova Chanda Rubin    | 3. kör Rennae Stubbs            | Kim Clijsters Meghann Shaughnessy  |
| 2003       | Elődöntő Lindsay Davenport    | Serena Williams Venus Williams       | 3. kör Lindsay Davenport     | Jelena Bovina Alicia Molik             | Elődöntő Lindsay Davenport     | Kim Clijsters Szugijama Ai      | 2. kör M Sarapova               | Sz Kuznyecova Martina Navratilova  |
| 2004       | 2. kör Martina Navratilova    | Lindsay Davenport Corina Morariu     | Elődöntő Martina Navratilova | Sz Kuznyecova J Lihovceva              | Elődöntő Martina Navratilova   | Liezel Huber Szugijama Ai       | Negyeddöntő Martina Navratilova | Sz Kuznyecova J Lihovceva          |
| 2005       | 2. kör Rennae Stubbs          | Marion Bartoli A-L Grönefeld         | Negyeddöntő Rennae Stubbs    | Corina Morariu Patty Schnyder          | 1. kör Rennae Stubbs           | S Cohen-Aloro Selima Sfar       | Győzelem Samantha Stosur        | J Gyementyjeva Flavia Pennetta     |
| 2006       | Döntő Samantha Stosur         | Jen Ce Cseng Csie                    | Győzelem Samantha Stosur     | Daniela Hantuchová Szugijama Ai        | 3. kör Samantha Stosur         | V Ruano Pascual Paola Suárez    | Elődöntő Samantha Stosur        | Gyinara Szafina Katarina Srebotnik |
| 2007       | Elődöntő Samantha Stosur      | Cara Black Liezel Huber              | Elődöntő Samantha Stosur     | Katarina Srebotnik Szugijama Ai        | Elődöntő Samantha Stosur       | Katarina Srebotnik Szugijama Ai | 3. kör Samantha Stosur          | Bethanie Mattek Szánija Mirza      |
| 2008       | 1. kör Francesca Schiavone    | Nicole Vaidišová Barbora Strýcová    | 3. kör Samantha Stosur       | N Llagostera Vives MJ Martínez Sánchez | Döntő Samantha Stosur          | S. Williams V. Williams         | Döntő Samantha Stosur           | Cara Black Liezel Huber            |
| 2009       | 3. kör Květa Peschke          | Nathalie Dechy Mara Santangelo       | 3. kör Květa Peschke         | Agnieszka Radwańska Urszula Radwańska  | 1. kör Vera Zvonarjova         | Sara Errani C Suárez Navarro    | 1. kör Shenay Perry             | Virginie Razzano Szávay Ágnes      |
| 2010       | Elődöntő Rennae Stubbs        | Serena Williams Venus Williams       | 3. kör Rennae Stubbs         | Marija Kirilenko Agnieszka Radwańska   | Negyeddöntő Rennae Stubbs      | Liezel Huber B Mattek-Sands     | Negyeddöntő Rennae Stubbs       | Liezel Huber Nagyja Petrova        |
| 2011       | 3. kör Julia Görges           | Natalie Grandin Vladimíra Uhlířová   | Elődöntő Liezel Huber        | Szánija Mirza Jelena Vesznyina         | Negyeddöntő Liezel Huber       | Marina Eraković T Tanasugarn    | Győzelem Liezel Huber           | Vania King J Svedova               |
| 2012       | Negyeddöntő Liezel Huber      | Szánija Mirza Jelena Vesznyina       | 1. kör Liezel Huber          | Kaia Kanepi Csang Suaj                 | Elődöntő Liezel Huber          | Serena Williams Venus Williams  | 3. kör Liezel Huber             | Hszie Su-vej A Medina Garrigues    |
| 2013       | 2. kör Marija Kirilenko       | Ashleigh Barty Casey Dellacqua       | –                            | –                                      | 2. kör Laura Robson            | A-L Grönefeld Květa Peschke     | 3. kör Polona Hercog            | Andrea Hlaváčková Lucie Hradecká   |
| 2014       | 3. kör Daniela Hantuchová     | J Makarova J Vesznyina               | 3. kör Liezel Huber          | Hszie Su-vej Peng Suaj                 | 2. kör Liezel Huber            | Aojama Suko Renata Voráčová     | 3. kör Vania King               | J Makarova J Vesznyina             |
| 2015       | 1. kör M Lučić-Baroni         | Kiki Bertens Johanna Larsson         | –                            | –                                      | Negyeddöntő Cara Black         | J Makarova J Vesznyina          | 1. kör Madison Keys             | Kirsten Flipkens Laura Robson      |

## Év végi világranglista-helyezései
| Év     | 1989 | 1990 | 1991 | 1992 | 1993 | 1994 | 1995 | 1996 | 1997 | 1998 | 1999 | 2000 | 2001 | 2002 | 2003 | 2004 | 2005 | 2006 | 2007 | 2008 | 2009 | 2010 | 2011 | 2012 | 2013 | 2014 | 2015 |
| Egyéni | 438. | 327. | 251. | 76.  | 54.  | 44.  | 20.  | 33.  | 17.  | 27.  | 28.  | 31.  | 22.  | 29.  | 28.  | 30.  | 76.  | 128. | –    | –    | –    | –    | –    | –    | –    | –    | –    |
| Páros  | –    | 218. | 725. | –    | 32.  | 10.  | 16.  | 12.  | 12.  | 5.   | 5.   | 5.   | 1.   | 3.   | 5.   | 10.  | 3.   | 1.   | 3.   | 8.   | 18.  | 9.   | 4.   | 6.   | 29.  | 44.  | 61.  |